# Décès en juin 2002
Décès
- 1998
- 1999
- 2000
- 2001
- 2002
- 2003
- 2004
- 2005
- 2006

Pour une information complémentaire, voir la page d'aide.

| Date     | Nom                   | Activités                                                                          | Âge | Source |
| -------- | --------------------- | ---------------------------------------------------------------------------------- | --- | ------ |
| 1er juin | Jacques Fauvet        | journaliste français                                                               | 87  |        |
| 2 juin   | Tangara Speed Ghôda   | musicien ivoirien                                                                  | 40  |        |
| 3 juin   | Sam Whipple           | Acteur américain.                                                                  | 41  | (en)   |
| 5 juin   | Gaston Geens          | homme politique belge                                                              | 70  |        |
| 5 juin   | Dee Dee Ramone        | bassiste du groupe The Ramones                                                     | 50  |        |
| 7 juin   | Francisco Escudero    | compositeur basque espagnol                                                        | 89  |        |
| 7 juin   | Jacques Merleau-Ponty | épistémologue français                                                             | 85  |        |
| 7 juin   | Edmond Séchan         | directeur de la photographie et réalisateur français                               | 82  |        |
| 9 juin   | Mohamed Kamil Mohamed | homme politique djiboutien et français                                             | 85  |        |
| 10 juin  | John Gotti            | Parrain de la famille Gambino, l'un des derniers parrains américains à l'ancienne. | 61  |        |
| 12 juin  | José Serra Gil        | coureur cycliste espagnol                                                          | 78  |        |
| 13 juin  | Ante Mladinić         | joueur et entraîneur de football yougoslave puis croate                            | 72  |        |
| 14 juin  | Rino Benedetti        | coureur cycliste italien                                                           | 73  |        |
| 14 juin  | Jacques Briard        | préhistorien et archéologue français                                               | 68  |        |
| 14 juin  | Andréas Rosenberg     | peintre aquarelliste français d'origine austro-ukrainienne                         | 96  |        |
| 15 juin  | Saïd Belqola          | arbitre international marocain.                                                    | 45  |        |
| 17 juin  | Fritz Walter          | Footballeur international ouest-allemand.                                          | 81  | (en)   |
| 18 juin  | Nilima Ibrahim        | écrivain bangladaise                                                               | 80  |        |
| 19 juin  | Guy de Vogüé          | peintre français                                                                   | 73  |        |
| 20 juin  | Timothy Findley       | écrivain canadien anglophone                                                       | 71  |        |
| 21 juin  | Wladimiro Panizza     | coureur cycliste italien                                                           | 57  |        |
| 22 juin  | Widayat               | peintre indonésien                                                                 | 83  | (en)   |
| 23 juin  | Carlo Savina          | compositeur et chef d'orchestre italien                                            | 82  |        |
| 26 juin  | Maximiliano Kosteki   | peintre argentin                                                                   | 22  |        |
| 27 juin  | John Entwistle        | musicien de rock britannique                                                       | 57  |        |
| 28 juin  | Erik Dietman          | sculpteur, peintre et dessinateur suédois                                          | 64  |        |
| 28 juin  | François Périer       | comédien français                                                                  | 82  |        |
| 29 juin  | Roger Lévêque         | coureur cycliste français                                                          | 81  |        |